# سنوکلاس
سنوکلاس (به بلغاری: Senoklas) یک منطقهٔ مسکونی در بلغارستان است که در شهرستان ماجاروفو واقع شده‌است.